# Te Atua Mou E
Te Atua Mou E este imnul Insulelor Cook. A fost compus de Tom Davis⁠(d), pe versurile soției acestuia Pa Tepaeru Terito Ariki⁠(d), originară din Insulele Cook.